# Anna Fürstová
Anna Fürstová, rozená Štičková (* 20. července 1996, Praha), je česká reprezentantka v orientačním běhu. Mezi její největší úspěchy patří 3 zlaté medaile ze štafet a 1 stříbrná a 2 bronzové medaile z klasiky, které dokázala získat na mistrovství Evropy dorostu v letech 2011, 2012 a 2014. V současnosti reprezentuje v barvách klubu "SK Severka Šumperk". Je také vítězkou ankety o nejlepšího orientačního běžce v kategorii Dorostenec za sezónu 2014. V roce 2013 Anna obdržela ocenění nejúspěšnější sportovec města Turnova za rok 2012. V roce 2016 v horském závodě (tzv. Skyrunningu) Ještěd SkyRace v kategorii U23 skončila na druhém místě.

## Sportovní kariéra

### Umístění na MČR
| Umístění na Mistrovství České republiky v orientačním běhu | Umístění na Mistrovství České republiky v orientačním běhu | Umístění na Mistrovství České republiky v orientačním běhu | Umístění na Mistrovství České republiky v orientačním běhu | Umístění na Mistrovství České republiky v orientačním běhu | Umístění na Mistrovství České republiky v orientačním běhu | Umístění na Mistrovství České republiky v orientačním běhu | Umístění na Mistrovství České republiky v orientačním běhu | Umístění na Mistrovství České republiky v orientačním běhu | Umístění na Mistrovství České republiky v orientačním běhu | Umístění na Mistrovství České republiky v orientačním běhu | Umístění na Mistrovství České republiky v orientačním běhu |
| Ročník                                                     | Kategorie                                                  | Klasická                                                   | Krátká                                                     | Sprint                                                     | Noční                                                      | Ranking                                                    | Členství v klubu                                           | Štafety                                                    | Kluby                                                      | Sprint. štafety                                            |                                                            |
| ---------------------------------------------------------- | ---------------------------------------------------------- | ---------------------------------------------------------- | ---------------------------------------------------------- | ---------------------------------------------------------- | ---------------------------------------------------------- | ---------------------------------------------------------- | ---------------------------------------------------------- | ---------------------------------------------------------- | ---------------------------------------------------------- | ---------------------------------------------------------- | ---------------------------------------------------------- |
| MČR 2010                                                   | D16 – mladší dorostenky                                    | 4. místo                                                   | 5. místo                                                   | 7. místo                                                   |                                                            | 548. místo                                                 | TJ Loko Liberec                                            |                                                            |                                                            |                                                            |                                                            |
| MČR 2011                                                   | D16 – mladší dorostenky                                    | 5. místo                                                   | 3. místo                                                   | 4. místo                                                   |                                                            | 339. místo                                                 | TJ Loko Liberec                                            |                                                            |                                                            |                                                            |                                                            |
| MČR 2011                                                   | D18 – starší dorostenky                                    |                                                            |                                                            |                                                            |                                                            |                                                            | OOB TJ Turnov                                              |                                                            | 3. místo                                                   |                                                            |                                                            |
| MČR 2011                                                   | D18 – starší dorostenky                                    |                                                            |                                                            |                                                            |                                                            |                                                            | TJ Loko Liberec                                            | 2. místo                                                   |                                                            |                                                            |                                                            |
| MČR 2012                                                   | D16 – mladší dorostenky                                    |                                                            | 1. místo                                                   | 3. místo                                                   |                                                            | 301. místo                                                 | OOB TJ Turnov                                              |                                                            |                                                            |                                                            |                                                            |
| MČR 2012                                                   | D18 – starší dorostenky                                    |                                                            |                                                            |                                                            |                                                            |                                                            | OOB TJ Turnov                                              |                                                            | 3. místo                                                   |                                                            |                                                            |
| MČR 2013                                                   | D18 – starší dorostenky                                    | 1. místo                                                   | 1. místo                                                   | 3. místo                                                   | 6. místo                                                   | 123. místo                                                 | TJ Loko Liberec                                            | 2. místo                                                   | 13. místo                                                  |                                                            |                                                            |
| MČR 2014                                                   | D18 – starší dorostenky                                    | 4. místo                                                   | 1. místo                                                   | 1. místo                                                   |                                                            | 187. místo                                                 | TJ Loko Liberec                                            | 13. místo                                                  | 2. místo                                                   | 15. místo                                                  |                                                            |
| MČR 2015                                                   | D20 – juniorky                                             | 1. místo                                                   | 2. místo                                                   | 3. místo                                                   |                                                            | 29. místo                                                  | TJ Loko Liberec                                            |                                                            |                                                            |                                                            |                                                            |
| MČR 2015                                                   | D21 – ženy                                                 |                                                            |                                                            |                                                            |                                                            |                                                            | TJ Loko Liberec                                            |                                                            | 27. místo                                                  |                                                            |                                                            |
| MČR 2016                                                   | D20 – juniorky                                             | 1. místo                                                   | 11. místo                                                  | 2. místo                                                   |                                                            | 24. místo                                                  | TJ Loko Liberec                                            |                                                            |                                                            |                                                            |                                                            |
| MČR 2016                                                   | D21 – ženy                                                 |                                                            |                                                            |                                                            |                                                            |                                                            | TJ Loko Liberec                                            |                                                            | disk                                                       |                                                            |                                                            |
| MČR 2017                                                   | D21 – ženy                                                 | 33. místo                                                  | 12. místo                                                  |                                                            |                                                            | 14. místo                                                  | TJ Loko Liberec                                            |                                                            |                                                            |                                                            |                                                            |
| MČR 2018                                                   | D21 – ženy                                                 | 7. místo                                                   | 15. místo                                                  | 5. místo                                                   |                                                            | 11. místo                                                  | SK Severka Šumperk                                         | 1. místo                                                   | 4. místo                                                   | 1. místo                                                   |                                                            |
| MČR 2019                                                   | D21 – ženy                                                 | 4. místo                                                   | 11. místo                                                  | 5. místo                                                   |                                                            | 4. místo                                                   | SK Severka Šumperk                                         | 5. místo                                                   | disk                                                       | 2. místo                                                   |                                                            |
| MČR 2020                                                   | D21 – ženy                                                 | 6. místo                                                   | 4. místo                                                   | 4. místo                                                   |                                                            | 4. místo                                                   | SK Severka Šumperk                                         | 13. místo                                                  |                                                            | 3. místo                                                   |                                                            |